# 二道井子遗址
二道井子遗址位于中国内蒙古自治区赤峰市红山区二道井子村北，为一处夏家店下层文化聚落遗址。该遗址为赤峰-朝阳高速公路建设期间所发现，2009年4月由内蒙古文物考古研究所开始发掘，发现了环壕、城墙、院落、房址、窖穴、道路等遗迹，以及陶器、石器和骨器和少量玉器、青铜器等，被评为2009年度全国十大考古新发现。2013年5月3日列入第七批全国重点文物保护单位。2015年，遗址核心区开始建设二道井子遗址博物馆，2018年12月27日正式对外开放。